# Лусеро Оґаса
Лусеро Оґаса Леон (ісп. Lucero Hogaza León, відома також як Лусеро; нар. 29 серпня 1969, Мехіко) — мексиканська співачка та акторка. Загальні продажі її альбомів становлять понад 27 млн примірників. Вона виконує пісні Іспанською, португальською та англійською. Лусеро починала свою кар'єру у віці 10 років під псевдонімом Лусеріто (ісп. Lucerito). Розлучилася з мексиканським співаком Мануелем Міхаресом, з яким має двох дітей.

## Фільмографія
- 1986 — Жінка, випадки з реального життя (ісп. Mujer, casos de la vida real) — Чело
- 2005—2006 — Світанок (ісп. Alborada) — Іполіта Діас де Гусман / де Манріке
- 2008 — Завтра – це назавжди (ісп. Mañana es para siempre) — Барбара Греко
- 2010 — Я твоя хазяйка (ісп. Soy tu dueña) — Валентина Вільяльба Рангель